# Simon Bolivar Buckner Jr.
Simon Bolivar Buckner Jr., född 18 juli 1886 i Hart County, Kentucky, död 18 juni 1945, var en amerikansk general under andra världskriget. Han ledde amerikanska 10:e armén under landstigningen på Okinawa där han stupade under slagets sista dagar. Buckner blev därmed den högste amerikanske officer som dog genom fiendeeld under kriget.
Buckners grav finns på Frankfort Cemetery i Frankfort i Kentucky.